# Ciril VI de Constantinoble
Ciril VI de Constantinoble (en grec Κύριλλος Στ') va ser patriarca de Constantinoble des de l'any 1813 al 1818.
Va néixer a Adrianòpolis. Era un bon estudiant i el metropolità d'aquella ciutat, que després seria el patriarca Cal·línic IV el va posar sota la seva protecció i el va ordenar diaca l'any 1791 i el va fer el seu secretari personal. Quan Cal·línic va ser nomenat patriarca el va nomenar ardiaca de l'Església Ortodoxa de Constantinoble. Més tard va ser metropolità d'Iconi on hi va ser set anys i va fundar diverses escoles, i l'any 1810 va ser metropolità d'Adrianòpolis. L'any 1813, quan va dimitir Jeremies IV va ser elegit patriarca.
Durant el seu patriarcat va seguir amb les campanyes d'educació que ja havia iniciat. Va crear escoles, va becar alumnes, va organitzar una escola de música i va publicar molts llibres, la majoria sobre temes de religió. Sembla que va simpatitzar amb societats clandestines que treballaven per la independència de Grècia, i el sultà Mahmut II el va destituir l'any 1818.
Després de la renúncia, Ciril es va retirar a Adrianòpolis. Quan va esclatar la Guerra de la Independència Grega, se'l va incloure en el decret del sultà que ordenava l'execució de trenta sacerdots d'Edirne. El van executar penjant-lo a les portes principals de la metròpoli i el seu cos va estar exposat durant tres dies. Al primer intent del penjament es va trencar la corda, però els otomans no van suspendre l'execució i van considerar el fet com una superstició. Al cap d'uns dies van llençar el seu cos al riu Maritsa. Un camperol va trobar les seves restes i les va enterrar. L'Església Ortodoxa el considera sant i celebra la seva festivitat el 18 d'abril.